# Либери, Антонино
Антонино Либери (итал. Antonino Liberi; 18 февраля 1855, Спольторе, Абруццо — 3 декабря 1933, Рим) — итальянский архитектор и инженер периодов историзма и модерна.

## Биография
Антонино родился в семье пекарей Паскуале Либери и Фиоранжелы Конти, учился в средней школе «Джамбаттиста Вико» в Кьети и получил диплом инженера.
Избранный муниципальным инженером в Пескаре, он работал над планом расширения города и проектировал различные общественные и частные здания: Палаццо Переник (1884), Каза Конти (1884), Каза Букко (1892), Палаццо делла Банка ди Пескара (1892); Гранд-отель «Атерно» (1910), театр «Вичентино Микетти» (бывший Политеама Атернино, также с 1910), Виллино Клерико (1924) и Палаццо Императо (1926).
В 1901 году Либери украсил кампанилу (колокольню) церкви Сан-Сальваторе в Казальбордино, следуя эклектичному «мавританскому стилю». Вместе с другими местными архитекторами, такими как Вичентино Микетти Старший из Рокка Калашио и Камилло Де Чекко, Либери был автором городской реконструкции Пескары и Кастелламмаре-ди-Стабия. Для Пескары Антонино Либери предложил проект расширения города на юг, «Города-сада» с виллами, окружёнными зеленью. По этому проекту в 1910 году он спроектировал Курзал «Аурум» (Kursaal Aurum), рядом с сосновым лесом, который использовался как купальное заведение, но затем был преобразован в ликёро-водочный завод «Aurum» с последующей реконструкцией 1938 года Джованни Микелуччи.
Антонино Либери был женат на сестре Габриеле Д’Аннунцио, Эрнесте. Д’Аннунцио поручил ему проект реконструкции дома, где он родился, но позже решил отозвать проект и поручить его Джанкарло Марони; причина недовольства поэта была связана с решением архитектора исключить три ступеньки перед дверью комнаты родителей Д’Аннунцио, которым он приписывал сакральный смысл, сравнивая их со ступенями, ведущими к алтарю
Среди последних проектов архитектора для Пескары — дворец Верроккьо или отель «Эспланада» (1929—1934), спроектированный в эклектичном стиле совместно с Николой Симеоне.
Антонино Либери скончался в 1933 году в Риме; похоронен на монументальном кладбище Пескары в районе Валлелунга.

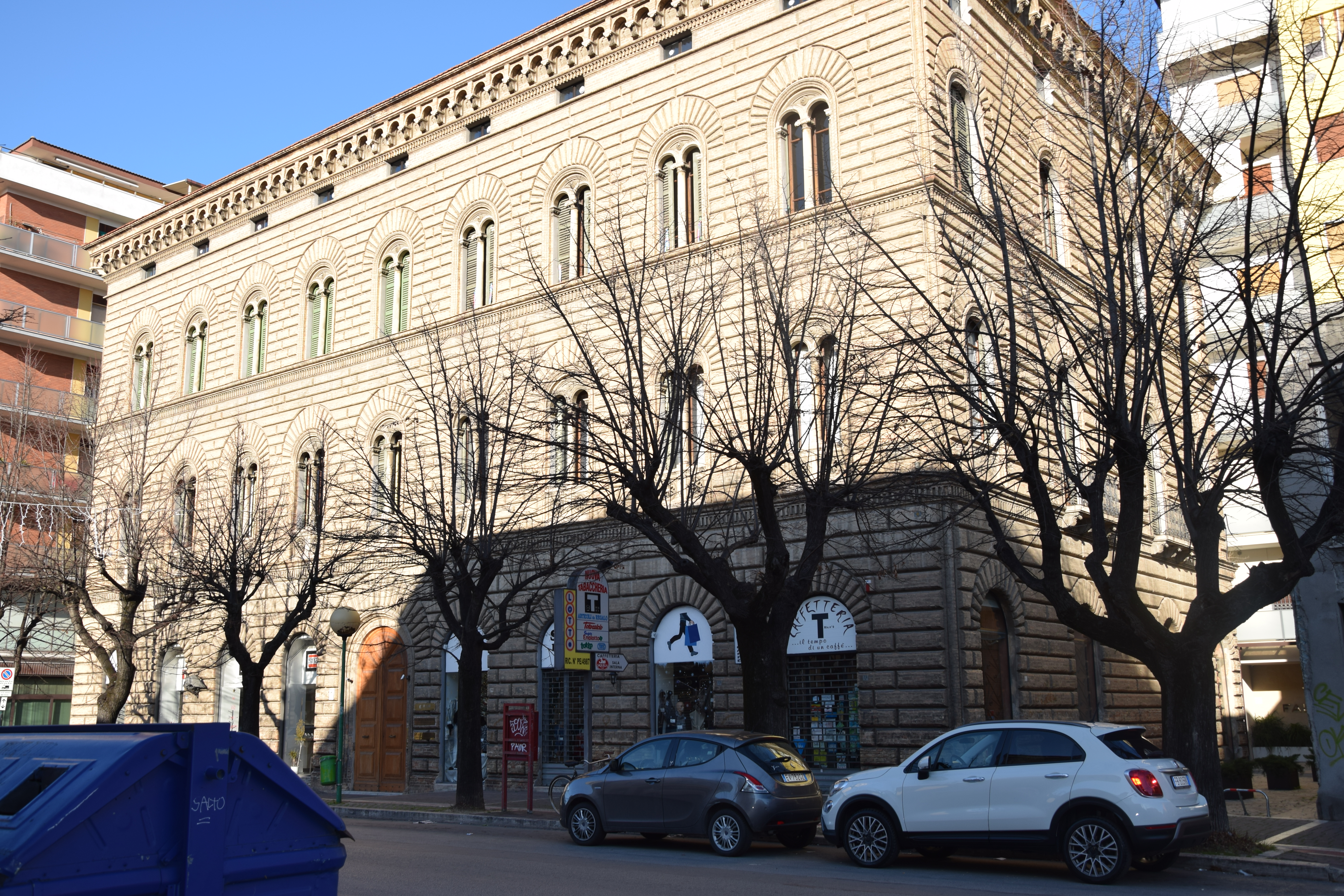
Палаццо Переник. 1884. Пескара
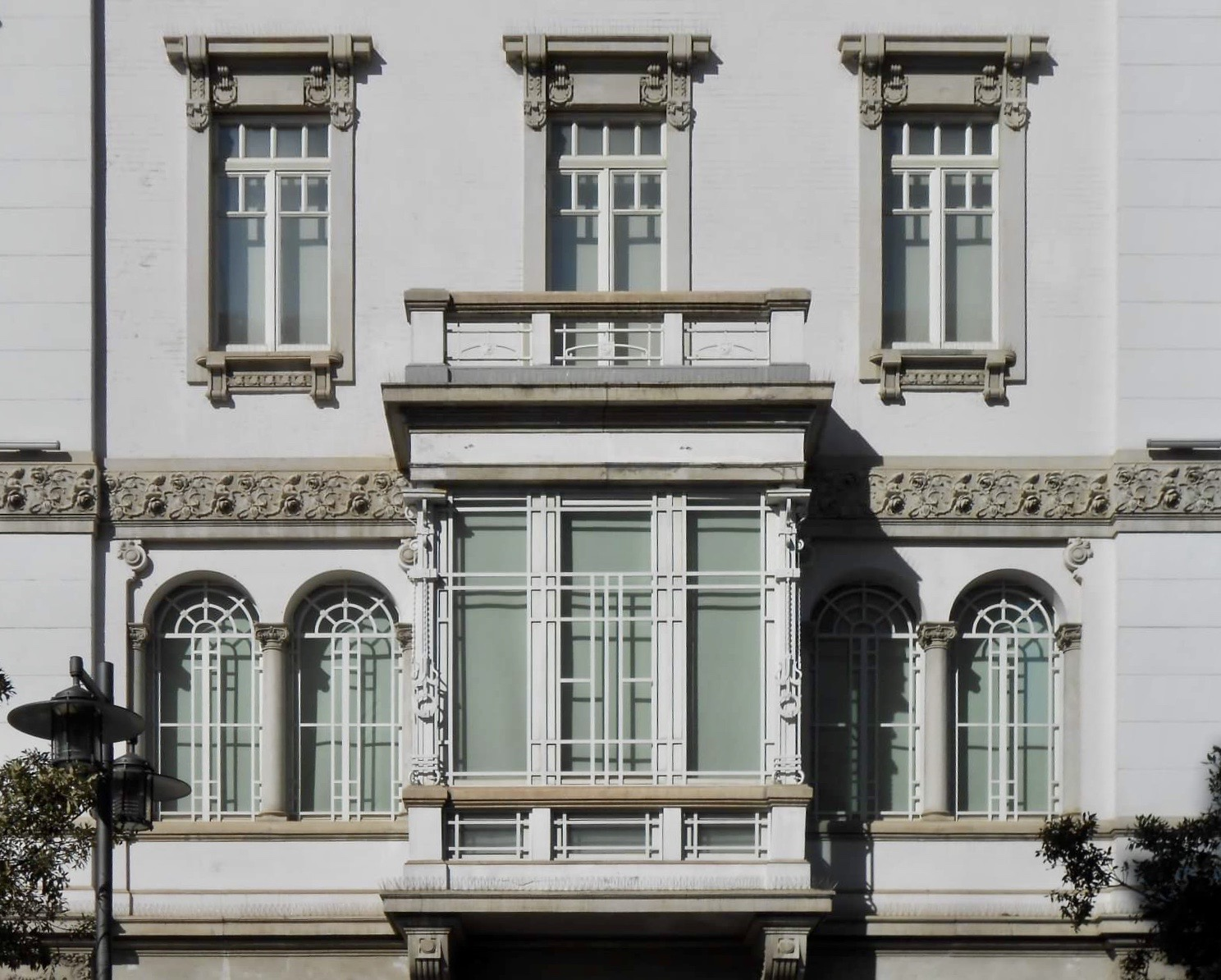
Палаццо Императо. Деталь фасада. Пескара
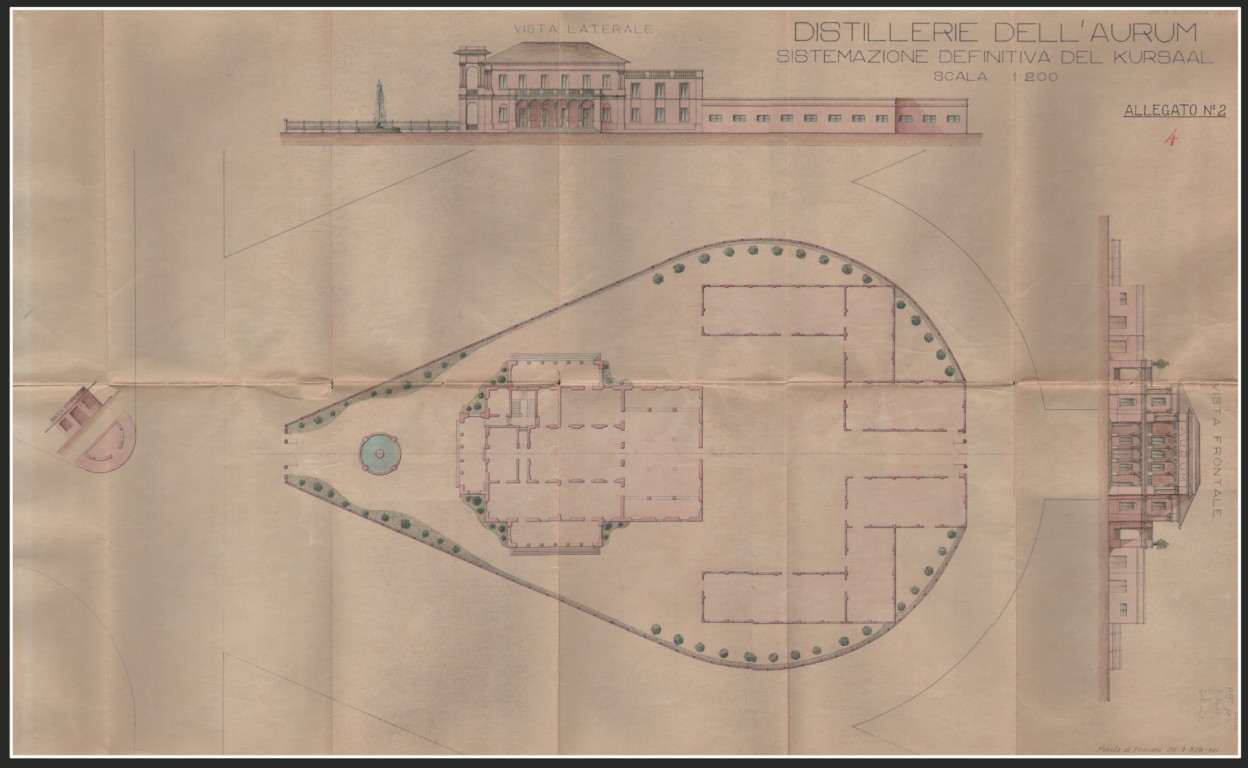
План Курзала «Аурум». Нереализованный проект
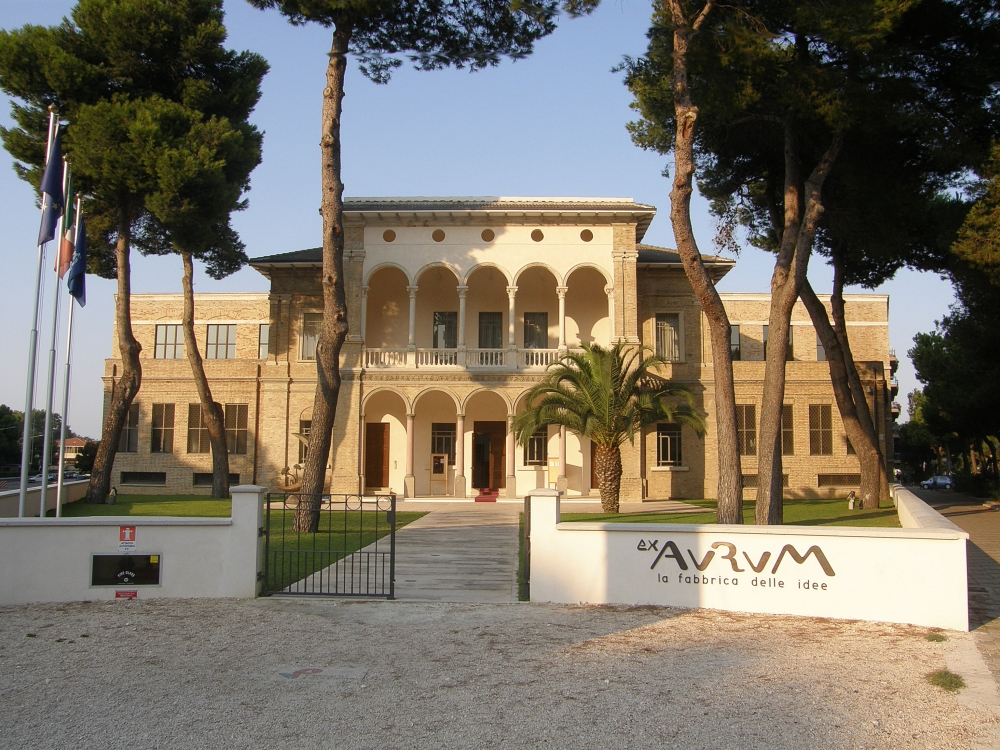
Курзал «Аурум». Главный фасад. Пескара